# São Raimundo Esporte Clube (RR)
|  | No s'ha de confondre amb São Raimundo Esporte Clube. |

El São Raimundo Esporte Clube és un club de futbol brasiler de la ciutat de Boa Vista a l'estat de Roraima.

## Història
El club fou fundat el 3 de gener de 1963. Guanyà el Campionat roraimense els anys 1977, 1992, 2004, 2005, 2012 i 2014.

## Estadi
El club disputa els seus partits a l'Estadi Flamarion Vasconcelos. Té una capacitat màxima per a 6.000 espectadors.

## Palmarès
- Campionat roraimense:
  - 1977, 1992, 2004, 2005, 2012, 2014